# Mariano Vázquez
Mariano Vázquez (Mar del Plata, 20 dicembre 1992) è un calciatore argentino, centrocampista dell'Al-Mu'aidar.

## Palmarès

### Club

#### Competizioni internazionali
- Recopa Sudamericana: 1

Atlético Nacional: 2017

#### Competizioni statali
- Campionato Cearense: 1

Fortaleza: 2020